# Lenoir Chambers
Joseph Lenoir Chambers, Jr. (* 26. Dezember 1891 in Charlotte; † 10. Januar 1970 in Norfolk) war ein US-amerikanischer Schriftsteller, Journalist und Herausgeber.

## Leben und Wirken
Chambers lehrte nach einem erfolgreichen Studium an der University of North Carolina at Chapel Hill zwei Jahre in der Woodberry Forest School, worauf er sich bei der Columbia University Graduate School of Journalism einschrieb. Während des Ersten Weltkrieges diente er in der 52nd Infantry (6th Division) und war Mitglied der American Expeditionary Force. Nach Kriegsende war Chambers im News Bureau der University of North Carolina angestellt. 1921 wurde er bei der Greensboro Daily News zunächst Reporter und später Mitherausgeber. Acht Jahre später wechselte er zum Norfolk Virginian-Pilot, wo er mit dem Pulitzer-Preisträger Louis Isaac Jaffé zusammenarbeitete. 1944 bis 1950 war er Herausgeber der Norfolk Ledger-Dispatch. Als Jaffé 1950 starb, übernahm er die Herausgeberschaft des Pilots.
Das wichtigste politische Thema im Virginia der 1950er war die Bürgerrechtsbewegung und das 1954 vom Obersten Gerichtshof im Fall Brown v. Board of Education angeordnete Ende der Rassentrennung (Desegregation). Schon bald beschloss die Regierung Virginias, angeführt von Senator Harry F. Byrd, sich durch die Massive-Resistance-Kampagne gegen diese richterliche Entscheidung zur Wehr zu setzen und so die systematische Unterdrückung der Afroamerikaner beizubehalten. Öffentlichen Schulen ohne Rassentrennung sollten demnach ihre Gelder entzogen werden; an ihre Stelle sollten Privatschulen für weiße Schüler treten. Chambers sprach sich in einer Reihe an Leitartikeln als einer der wenigen Weißen in Virginia gegen diese Politik aus. Er meinte, dass Widerstand gegen eine Entscheidung des Obersten Gerichtshofes sowohl aussichtslos als auch gefährlich für den Rechtsstaat sei. Außerdem befürchtete er, dass die Massive-Resistance-Kampagne das virginische Schulsystem vollständig zerstören würde. Chambers forderte stattdessen, dass die Rassentrennung an den Schulen Virginias in Einklang mit der Entscheidung des Obersten Gerichtshofs langsam aber sicher abgeschafft werde. Eine zu schnelle Desegregation gefährdete in seinen Augen nämlich wiederum die Gesellschaftsordnung Virginias. 1960 wurde Chambers für diese Leitartikelserie mit dem Pulitzer-Preis ausgezeichnet. Der Historiker David Pace beschreibt ihn für seine Kritik der Massive-Resistance-Kampagne als die Stimme der Vernunft in einem Virginia der 1950er, das von „reaktionärem Wahnsinn“ erfasst worden war.
Chambers verfasste 1959 eine Biografie des Generals Stonewall Jackson. 1961 ging er in den Ruhestand. 1967 erschien ein weiteres Buch von ihm zum Zeitungswesen in Norfolk. Er verstarb 1970 nach einem Schlaganfall.

## Ehrungen
- 1960 Pulitzer-Preis
- 1991 Aufnahme in die North Carolina Journalism Hall of Fame

## Schriften (Auswahl)
- Stonewall Jackson. Broadfoot Publ., Wilmington, NC 1988 (2 Bde., unveränderter Nachdr. d. Ausg. New York 1959).

1. The legend and the man.
2. Seven days I to the last march.

- Salt water and printer's ink. Norfolk and its newspapers. University Press, Chapel Hill 1967 (zusammen mit Joseph E. Shank).